# Valhermoso Springs
Valhermoso Springs önkormányzat nélküli település az USA Alabama államában, Morgan megyében. 

## Népesség
A település népességének változása: